# Montanas flagga
Montanas flagga antogs 1905, sedan Montana blivit amerikansk delstat 1889.
Flaggan är inspirerad av den fana som brukades av delstatens trupper under det spansk-amerikanska kriget 1898. I mitten syns delstatens sigill.